# مردود بيئي
المردود البيئي يصف كفاءة نقل الطاقة من مستوى غذائي إلى المستوى التالي. يتحدد المردود البيئي بمزيج من المردودات المتعلقة بالاستحواذ العضوي على الموارد والاستيعاب في نظام بيئي.

## نقل الطاقة
يحدث الإنتاج الأولي في الكائنات العضوية ذاتية التغذية في النظام البيئي.
الكائنات ذاتية التغذية التي تؤدي التركيب الضوئي كالنباتات الوعائية والطحالب تحول الطاقة من الشمس إلى طاقة مخزنة في مركبات كربونية. يجري التركيب الضوئي في كلوروفيل النباتات الخضراء. تستهلك الطاقة المحولة بالتركيب الضوئي المحمولة عبر المستويات الغذائية لنظام بيئي على شكل كائنات عضوية أعضاء المستويات الغذائية الأدنى منها.
يمكن تحليل الإنتاج الأولي إلى إنتاج أولي وإنتاج أولي صافٍ. الإنتاج الأولي الإجمالي مقياس للطاقة التي يحصدها كائن ذاتي التغذية الضوئية من الشمس. على سبيل المثال، لنأخذ عشبةً تتلقى س جولًا من الطاقة من الشمس. إن الجزء من الطاقة الذي يتحول إلى غلوكوز فيها يمثل الإنتاجية الإجمالية للعشبة. أما الطاقة المتبقية بعد التنفس فتعتبر الإنتاج الأولي الصافي. بشكل عام، يشير الإنتاج الإجمالي إلى الطاقة المحتواة في الكائن العضوي قبل التنفس، أما الإنتاج الصافي فيشير إلى الطاقة بعد التنفس. يمكن استخدام المصطلحين لوصف انتقال الطاقة في كل من الكائنات ذاتية التغذية وغيرية التغذية.
انتقال الطاقة بين المستويات الغذائية غير كفوء عادةً، بحيث يكون الإنتاج الصافي في مستوى غذائي بشكل عام فقط 10% من الإنتاج الصافي في المستوى الغذائي السابق (قانون العشرة بالمئة). بسبب الموت بغير المفترسات، أو التبرز، أو التنفس الخلوي، يضيع كم كبير من الطاقة للبيئة بدل امتصاصه للإنتاج من قبل الكائنات المستهلكة. ضياع الطاقة بمقدار النصف في كل مرحلة من الموت غير الافتراسي، والتبرز، والتنفس معتاد في العديد من الأنظمة الحية. وبالتالي فإن الإنتاج الصافي عند مستوى غذائي ما {\displaystyle 1/2*1/2*1/2=1/8} أو نحو عشرة بالمئة منه في المستوى الغذائي الذي يسبقه.
على سبيل المثال: لنفترض أن 500 وحدة من الطاقة ينتجها المستوى الغذائي 1. نصف ذلك سيضيع بسبب الموت بغير الافتراس، في حين يُهضم النصف الآخر (250 وحدة) من قبل المستوى الغذائي 2. نصف الكمية المهضومة تطرد من خلال التبرز، ما يترك النصف الآخر (125 وحدة) ليمتصها الكائن العضوي. أخيرًا، يضيع نصف الطاقة المتبقية بسبب التنفس في حين يستخدم النصف الآخر (63 وحدة) للنمو والتكاثر. هذه الطاقة المصروفة للنمو والتكاثر تمثل الإنتاج الصافي للمستوى الغذائي رقم 1، والذي يساوي {\displaystyle 500*1/2*1/2*1/2=63} = 63 وحدة.

## قانون العشرة بالمئة
يمكن أن ينسب قانون العشرة بالمئة لانتقال الطاقة من مستوى غذائي إلى الذي يليه لريموند ليندمان (1942)، مع أن ليندمان لم يدعه «قانونًا» وسجل مردودات بيئية تتراوح من 0.1% حتى 37.5%. وفقًا لهذا القانون، خلال انتقال طاقة الغذاء العضوي من مستوى غذائي إلى المستوى التالي الأعلى، يخزن نحو عشرة بالمئة من الطاقة فقط في اللحم. ويضيع الباقي خلال عملية الانتقال، أو يفكك عن طريق العملية التنفسية، أو يضيع بسبب عدم اكتمال الهضم في المستوى الغذائي الأعلى.

### قانون 10%
عند استهلاك الكائنات العضوية، تثبت نحو 10% من طاقة الغذاء في لحمها وتتاح للمستوى الغذائي التالي (آكلات اللحوم أو القارتات). عندما يستهلك آكل لحوم أو قارت بدوره ذلك الحيوان، تثبت نحو 10% من الطاقة فقط في لحمه للمستوى الأعلى.
على سبيل المثال، تصدر الشمس 10,000 جول من الطاقة، ثم تأخذ نبتة فقط 100 جول من طاقة ضوء الشمس (استثناء: فقط 1% من الطاقة تأخذها النباتات من الشمس)؛ ثم يمكن لغزال أن يأخذ 10 جول (10% من الطاقة) من النبتة. أما الذئب الذي سيأكل الغزال فلن يأخذ سوى 1 جول (10% من الطاقة التي أخذها الغزال). وإذا أكل إنسان الذئب فسيأخذ 0.1 جول (10% من الطاقة التي أخذها الذئب)، إلخ.
يوفر قانون العشرة بالمئة فهمًا أساسيًا لدورات السلاسل الغذائية. بالإضافة إلى ذلك فإن قانون العشرة بالمئة يظهر عدم كفاءة التقاط الطاقة عند كل مستوى غذائي متعاقب. الاستنتاج المنطقي أن المردود البيئي يكون بأفضل قيمة ممكنة عند أخذ الطعام من أقرب مصدر متاح لمصدر الطاقة الأولي.

### المعادلة
الطاقة عند المستوى ن = الطاقة المعطاة من الشمس/(10)^(ن+1)
و
الطاقة عند المستوى ن = (الطاقة المعطاة من النبتة)/(10)^(ن-1)